# 扎米斯特
50°4′25″N 37°24′20″E / 50.07361°N 37.40556°E
扎米斯特（烏克蘭語：Заміст）是位於烏克蘭東部的村莊，由哈爾科夫州庫皮揚斯克區的大布尔卢克市镇負責管轄。該村處於大布爾盧克河畔，始建於1750年，面積0.26平方公里，海拔高度172米，2001年人口536。